# Svarttjärnen (Alfta socken, Hälsingland, 677789-150394)
Svarttjärnen är en sjö i Ovanåkers kommun i Hälsingland och ingår i Ljusnans huvudavrinningsområde.